# 精神鸦片
精神鴉片（德語：Opium des Volkes），又称宗教是人民的鸦片，出自馬克思於1843年创作（1844年发表在《德法年鉴》）的《黑格爾法哲學批判》中的导言一文，他認為宗教是人民「精神上的鴉片」，這跟共產主義的無神論有關。但馬克思本人並沒有詳細解釋「鴉片」一詞的意涵，大部份學者皆把這解讀成「人類對宗教信仰的依附」。

## 出处
这句话的完整段落是：
|  | 宗教裏的苦难既是现实苦难的表现，同时又是对这种现实苦难的抗议。宗教是被压迫生灵的叹息，是没有人性世界中的人性，是没有灵魂处境裏的灵魂。它是人民的鸦片。 |

马克思的这句话在被引用时，经常只有最后一部分“宗教是人民的鸦片”出现，因此很多人认为这句话对宗教的态度是完全负面的。这并不完全准确。
由于经常被截取引用，这整段具有比喻色彩的诠释并未受到广泛关注。马克思相信宗教对于社会具有一定的实际作用，如同鸦片用于病人或伤者所产生的作用：它可以减轻人们当前所承受的痛苦，并给他们带来快乐的幻景，但是鸦片同时也削弱了人们的能量和意志，他们需要这些能量和意志来对抗资本主义强加给他们的残酷、无人性、空洞的现实生活。

## 「鴉片」一詞
注意「鴉片」一詞可以有不同的解讀，有一些解讀可能跟我們現在常識所理解的有所不同。在馬克思撰寫該文的時代，鴉片在世界上某些地區是合法的，雖然它可能因為會令人上癮而為個人和社會帶來不良影響，而可能被管制、規範化和限制用途。在十九世紀中葉，鴉片一詞用作隱喻有以下四種方式：
1. 鴉片是一種重要的藥物，被用作麻醉藥、鎮靜劑，以及其他多種不適，包括抵抗霍亂。
2. 鴉片是廣泛社會衡突的關鍵詞，尤其是鴉片戰爭。
3. 鴉片是社會問題的一個主要來源，也是其中一個公眾健康首先關注的方面，即「麻醉嬰兒」（baby-doping，給小孩餵鴉片令他們安靜）。
4. 最后，鴉片是“食鸦片者”（opium eaters）的幻像的源头（De Quincey、the Romantic Poets）

鴉片在十九世紀中期的含義和馬克思文章的連繫是由McKinnon在2005年所提出的。
但是，马克思分别在前面和后面写到:
|  | 宗教把人的本质变成了幻想的现实性，因为人的本质没有真实的现实性。因此，反宗教的斗争间接地也就是反对以宗教为精神慰藉的那个世界的斗争。 |

|  | 宗教批判摘去了装饰在锁链上的那些虚幻的花朵，但并不是要人们依旧带上这些没有任何乐趣任何慰藉的锁链，而是要人扔掉它们，伸手摘取真实的花朵。 |

从这两段话可以得知，马克思想表达的意思是宗教是麻痹人民斗争的一种东西。

## 現代引用
法国作家雷蒙·阿隆曾在其作品中《知识分子的鸦片》中将马克思主义比作知识分子的鸦片。
現代社會部分人过于沉迷于部分人过于沉迷于网络上的Facebook與Instagram等社群網路从而导致网络成瘾，这渐渐形成了一种社会现象，部分教師與家長对于网络游戏、网络聊天不滿，称其为“精神鸦片”。同时有些人也认为自拍的色情片、暴力的影片、恶俗的电视节目、选秀活动等影响了青少年正常身心发展，所以都属于“精神鸦片”的范畴。也有人認為這只是社会对于网络的偏见，電視、報紙也可以傳遞不良的訊息。
2021年8月3日，新華社發表文章，批評网络游戏是精神鸦片、电子毒品。